# Фіброзне кільце
Фіброзне кільце (лат. anulus fibrosus) — зовнішня частина міжхребцевого диску, утворена переважно колагеновими волокнами.

## Анатомія
Фіброзне кільце утворене з концентричних волоконистих шарів, що оточують пульпозне ядро, розташоване в центрі диску. Колагенові волокна сусідніх шарів орієнтовані у взаємопротилежних косих напрямках. У периферійних шарах волокна проходять майже вертикально, при наближенні до пульпозного ядра кут нахилу волокон поступово збільшується і в самому внутрішньому шарі волокна займають майже горизонтальне положення.

Колагенові волокна щільно прикріплені до кісткової тканини тіл хребців, вони не дозволяють пульпозному ядру зміщуватися.

## Патологія
При випинанні чи розриві фіброзного кільця пульпозне ядро змінює своє положення, іноді виходить за межі диску. Випинання фіброзного кільця чи вихід пульпозного ядра можуть стискувати на спинний мозок чи спинномозковий корінець, розвивається кила міжхребцевого диску.